# Etiopsko Carstvo
Etiopsko Carstvo, nekoć znano i kao Abesinija, danas je uglavnom Etiopija i  
Eritreja.  Na vrhuncu svoje moći obuhvaćalo je dijelove južnog Egipta, istočnog Sudana, Jemena i zapad Saudijske Arabije. To carstvo trajalo je od 1137. godine (ako se početak računa od prvih vladara iz Dinastije Zagaj) sve do 1974., kad je svrgnut posljednji car Haile Selasije u vojnom udaru. Svojevremeno je slovilo za najstarije carstvo na svijetu, i bilo je jedina izvorna afrička politička tvorevina koja je odolila udarcima kolonijalizma u 19. stoljeću.

## Rana povijest Etiopskog Carstva
Etiopija je po svemu sudeći bila pradomovina ljudske vrste, u njoj su pronađeni najstariji fosilni ostatci hominida na svijetu.
Zajedno s Eritrejom i jugoistočnom obalom Sudana na Crvenom moru tvorila je ono što su drevni Egipćani zvali Punt, o njemu prvi zapisi sežu do 25. stoljeća pr. Kr.
Osnutak prve države na tlu Etiopije seže do 980. pr. Kr. i vrijeme cara Menelika I.

### Vrijeme Aksuma
Oko 400. pr. Kr., ustanovljeno je Kraljevstvo Aksum koje je kontroliralo obalni pomorski promet mirodijama za Indiju. Aksum je razvio žive trgovačke veze s Egiptom i Rimom.
Negdje oko 300. godine Kraljevstvo Aksum prihvatilo je kršćanstvo, i zauzelo susjedno Kraljevstvo Kuš u susjednom Sudanu. Tad se počelo upotrebljavati prvi put i ime Etiopija. Aksum se je proširio i na zapadnu obalu Arapskog poluotoka. To je bio vrhunac tog kraljevstva kad je cvjetala trgovina s Bizantom. Nakon što su muslimani zauzeli Egipat, otpočinje propast Aksumskog kraljevstva i bijeg s obala Crvenog mora na sigurniju Etiopsku visoravan u unutrašnjosti zemlje. Posljednjeg Aksumskog kralja ubila je misteriozna kraljica Gudit oko 960. godine.

## Etiopsko mračno doba
Od kraljice Gudit (ili Jodit), počinje mračno doba Etiopije. Po etiopskim legendama ona je vladala nad ostatcima Kraljevstva Aksum preko 40 godina. Potom su vladali njezini nasljednici nad sve bijednijim ostatcima nekoć moćnog Aksuma.

## Dinastija Zagaj
Vlast nasljednika kraljice Gudit dokinuo je Mara Takla Hajmanot, utemeljitelj Dinastije Zagaj
1137., Sjedište njihova carstva bio je grad Adafa, pored slavne Lalibele u planinama Lasta. Vladari Dinastije Zagaj nastavili su s kršćanskim tradicijama Kraljevstva Aksum i podigli brojne veličanstvene crkve poput onih u Lalibeli.

## Salomonska dinastija
. Dinastiju Zagaj su s trona zbacili vladari Salomonske dinastije 1270.
Oni su vladali Etiopijom uz mali prekid od 1270. sve do 1974. uz njihovu vladavinu veže se suvremena povijest Etiopije i Eritreje. Oni su se uspješno nosili s brojnim napadima na svoje carstvo koje su na njih vršili Arapi i Osmansko Carstvo i ostali praktički izolirani otok u islamskom svijetu.

### Doba prinčeva
Od 1769. pa sve do 1855., Etiopija je bila u dobu kojeg povjesničari zovu Doba prinčeva (Zemene Mesafint). Taj period Etiopskog Carstva obilježili su brojni međusobni sukobi još brojnijih lokalnih moćnika. Carstvo je svedeno na grad Gondar i njegovu neposrednu oklicu, to je bilo doba velike stagnacije i osiromašenja društva u cjelini. To doba okončao je car Tevodros II. za čije vladavine je okončana vlast lokalnih neguša.

## Kolonijalizam i modernizacija
Od 1880. počinje doba europske borbe za kolonije po Africi, i istovremeni proces modernizacije Etiopskog Carstva. Za Prvog talijansko-abesinskog rata, svijet je šokirao rezultat Bitke kod Adve iz 1896. kad je vojska cara Menelika II. pobijedila nadmoćnu vojsku Kraljevine Italije i tako očuvala neovisnost Etiopije.
Za vrijeme svoje vladavine Menelik II. uspio je ponovno proširiti svoje carstvo, u glavnim crtama je to i današnja Etiopija.

## Talijanska okupacija i Drugi svjetski rat
Drugi talijanski napad na Abesiniju 3. listopada 1935., pod zapovjedništvom generala Emilija De Bona iz Eritreje označio je početak Drugog talijansko-abesinskog rata. Rat je trajao sedam mjeseci, nakon njega Italija je utemeljila svoju kolonijalnu tvorevinu Talijansku Istočnu Afriku,
a car Haile Selasije otišao je u progonstvo. I pored svih rezolucija i izglasanih sankcija Lige Naroda, Italija je ostala vladati Etiopijom sve do kraja Drugog svjetskog rata u Istočnoj Africi (kraj 1941.).
Nakon rata obnovljeno je Etiopsko Carstvo, a 1950-ih ponovno vraćena i Eritreja u sastav carstva.

## Uspon Derga
Nakon učestalih nemira u zemlji jedna radikalna grupa prosovjetskih mladih časnika (Derg) na čelu s pukovnikom Mengistu Haile Mariamom, izvela je vojni udar i svrgnula posljednjeg etiopskog cara Haile Selasija 1974. Taj događaj bio je i službeni kraj Etiopskog Carstva.